# Drew Ray Tanner
Drew Ray Tanner (Victoria, 12 februari 1992) is een Canadese acteur. Tanner is met name bekend vanwege zijn rol als Fangs Fogarty in de televisieserie Riverdale uit 2017.